# دانشگاه لینکلن
دانشگاه لینکلن یک دانشگاه خصوصی در اوکلند، کالیفرنیا است. این دانشگاه بیش از ۵۰۰ دانشجو را در دوره‌های کارشناسی و کارشناسی ارشد در رشته مدیریت بازرگانی، زبان انگلیسی و مدرک لیسانس علوم ثبت نام می‌کند. دانشگاه لینکلن که به افتخار زندگی و کار پرزیدنت آبراهام لینکلن نامگذاری شده‌است، در سال ۱۹۲۶ تحت قوانین کالیفرنیا تأسیس شد.